# Iaçu
Iaçu ist eine brasilianische Gemeinde im Bundesstaat Bahia. Die Bevölkerung betrug nach IBGE-Schätzungen von 2021 23.950 Einwohner (Iaçuense) bei einer Fläche von 2.165,622 km². Die Entfernung zur Hauptstadt Salvador beträgt 279 km.

## Bekannte Persönlichkeiten
- Sandro José Ferreira da Silva (* 1986), Fußballspieler